# Christian Lattanzio
Christian Lattanzio (Roma, 10 settembre 1971) è un allenatore di calcio italiano, tecnico dello Shenzhen Xin Pengcheng.

## Carriera
Lattanzio ha iniziato a lavorare a fine anni 90 del secolo scorso, come allenatore delle giovanili del West Ham, per poi proseguire nelle giovanili del Manchester City, per poi diventare assistente di Patrick Vieira al New York City e al Nizza, oltre a far parte anche degli staff tecnici di Gianfranco Zola al West Ham, Fabio Capello nella nazionale inglese e di Roberto Mancini.
Il 12 luglio 2021, viene annunciato dalla nuova franchigia MLS, il Charlotte FC, come assistente del tecnico Miguel Ángel Ramírez.
A seguito dell'esonero di Ramírez, il 31 maggio 2022 viene scelto come allenatore ad interim per il resto della stagione. Il 26 ottobre, la società conferma Lattanzio nel ruolo di tecnico, offrendogli un contratto biennale, con opzione per un terzo anno. Alla fine della stagione 2023, la società interrompe il proprio rapporto con l'allenatore italiano.
Il 14 giugno 2024, Lattanzio viene ingaggiato come nuovo tecnico del Sint-Truiden, nella massima serie belga. Tuttavia, viene esonerato il 3 settembre seguente, dopo aver ottenuto solo tre punti nelle prime sei giornate di campionato.

## Statistiche

### Statistiche da allenatore
Statistiche aggiornate al 1º maggio 2025.
| Stagione        | Squadra                | Campionato      | Campionato | Campionato | Campionato | Campionato | Coppe nazionali | Coppe nazionali | Coppe nazionali | Coppe nazionali | Coppe nazionali | Coppe continentali | Coppe continentali | Coppe continentali | Coppe continentali | Coppe continentali | Altre coppe | Altre coppe | Altre coppe | Altre coppe | Altre coppe | Totale | Totale | Totale | Totale | % Vittorie | Piazzamento |
| Stagione        | Squadra                | Comp            | G          | V          | N          | P          | Comp            | G               | V               | N               | P               | Comp               | G                  | V                  | N                  | P                  | Comp        | G           | V           | N           | P           | G      | V      | N      | P      | %          | Piazzamento |
| --------------- | ---------------------- | --------------- | ---------- | ---------- | ---------- | ---------- | --------------- | --------------- | --------------- | --------------- | --------------- | ------------------ | ------------------ | ------------------ | ------------------ | ------------------ | ----------- | ----------- | ----------- | ----------- | ----------- | ------ | ------ | ------ | ------ | ---------- | ----------- |
| mag.-dic. 2022  | Charlotte FC           | MLS             | 20         | 8          | 2          | 10         | USOC            | -               | -               | -               | -               | -                  | -                  | -                  | -                  | -                  | -           | -           | -           | -           | -           | 20     | 8      | 2      | 10     | 40,00      | Sub. 19°    |
| 2023            | Charlotte FC           | MLS             | 34+1       | 10         | 13         | 11+1       | USOC            | 3               | 2               | 0               | 1               | -                  | -                  | -                  | -                  | -                  | LC          | 5           | 2           | 2           | 1           | 43     | 14     | 15     | 14     | 32,56      | 18°         |
| giu.-set. 2024  | Sint-Truiden           | PL              | 6          | 0          | 3          | 3          | CB              | 0               | 0               | 0               | 0               | -                  | -                  | -                  | -                  | -                  | -           | -           | -           | -           | -           | 6      | 0      | 3      | 3      | &0,00      | Eson.       |
| ott.-dic. 2024  | Shenzhen Xin Pengcheng | CSL             | 3          | 1          | 2          | 0          | CC              | -               | -               | -               | -               | -                  | -                  | -                  | -                  | -                  | -           | -           | -           | -           | -           | 3      | 1      | 2      | 0      | 33,33      | Sub. 14°    |
| 2025            | Shenzhen Xin Pengcheng | CSL             | 10         | 3          | 1          | 6          | CC              | -               | -               | -               | -               | -                  | -                  | -                  | -                  | -                  | -           | -           | -           | -           | -           | 10     | 3      | 1      | 6      | 30,00      |             |
| Totale carriera | Totale carriera        | Totale carriera | 74         | 22         | 21         | 31         |                 | 3               | 2               | 0               | 1               |                    | -                  | -                  | -                  | -                  |             | 5           | 2           | 2           | 1           | 82     | 26     | 23     | 33     | 31,71      |             |